# Fêtes et jours fériés en Tunisie
Les fêtes et jours fériés en Tunisie rythment le calendrier et la vie des Tunisiens. Ils peuvent être divisés en trois catégories : les fêtes civiles reconnues par l'État, les fêtes musulmanes liées à la pratique de l'islam sunnite, majoritaire dans le pays, et les fêtes populaires, parfois disparues et souvent réminiscences de pratiques antérieures à l'arrivée de l'islam dans le pays.

## Jours fériés
Les fêtes suivantes sont reconnues par décret présidentiel fixant les jours fériés des agents de l'État, des collectivités locales et des établissements publics.
À la suite de la révolution tunisienne de 2011, le gouvernement annonce le 17 mars 2011 que les fêtes des 21 mars et 7 novembre seront supprimées. Le 14 janvier, jour de la fuite du président Zine el-Abidine Ben Ali, devrait devenir la Fête de la Révolution et de la Jeunesse.
Le 7 décembre 2021, un décret présidentiel change la date de la Fête de la Révolution au 17 décembre, date du déclenchement du soulèvement populaire.
| Date                                    | Nom français                         | Nom local                            | Commémoration                                                                | Férié depuis                         |
| Fêtes civiles (calendrier grégorien)    | Fêtes civiles (calendrier grégorien) | Fêtes civiles (calendrier grégorien) | Fêtes civiles (calendrier grégorien)                                         | Fêtes civiles (calendrier grégorien) |
| --------------------------------------- | ------------------------------------ | ------------------------------------ | ---------------------------------------------------------------------------- | ------------------------------------ |
| 1er janvier                             | Nouvel an                            | رأس السنة الميلادية                  | Jour de l'an                                                                 | 1961                                 |
| 20 mars                                 | Fête de l'Indépendance               | عيد الإستقلال                        | Avènement de l'indépendance (1956)                                           | 1961                                 |
| 9 avril                                 | Commémoration des Martyrs            | عيد الشهداء                          | Répression de manifestations nationalistes par les troupes françaises (1938) | 1961                                 |
| 1er mai                                 | Fête du Travail                      | عيد الشغل                            |                                                                              | 1961                                 |
| 25 juillet                              | Fête de la République                | عيد الجمهورية                        | Proclamation de la république (1957)                                         | 1961                                 |
| 13 août                                 | Fête de la Femme                     | عيد المرأة                           | Promulgation du Code du statut personnel (1956)                              | 1965                                 |
| 15 octobre                              | Fête de l'Évacuation                 | عيد الجلاء                           | Départ des dernières troupes françaises de la base de Bizerte (1963)         | 1964                                 |
| 17 décembre                             | Fête de la Révolution                | عيد الثورة                           | Déclenchement de la révolution (2010)                                        | 2021                                 |
| Fêtes religieuses (calendrier hégirien) |                                      |                                      |                                                                              |                                      |
| 1er mouharram                           | Ras-El-Am-Hejri                      | رأس العام                            | Nouvel an de l'hégire                                                        | 1961                                 |
| 12 rabiʿ al-awwal                       | Mouled                               | المولد                               | Anniversaire de la naissance de Mahomet                                      | 1961                                 |
| 1er chawwal                             | Aïd el-Fitr                          | العيد الصغير                         | Fin du mois de ramadan                                                       | 1961                                 |
| 10 dhou al-hijja                        | Aïd el-Idha                          | العيد الكبير                         | Sacrifice d'Abraham                                                          | 1961                                 |

Les fêtes musulmanes sont célébrées selon le calendrier hégirien, un calendrier lunaire de 354 ou 355 jours, les dates sont donc variables d'année en année selon le calendrier grégorien. L'année lunaire étant plus courte qu'une année solaire d'environ onze jours, chaque fête avance donc du même montant, d'une année sur l'autre.

### Historique des jours fériés

#### Chronologie
| Date             | Décret   | Retiré | Ajouté |
| ---------------- | -------- | --- | --- |
| 30 mars 1961     | 61-144   | | - Ras-El-Am-Hejri - Mouled - Achoura - Aïd-Es-Séghir - Aïd-El-Kébir - 1er janvier - 18 janvier - 20 mars (Anniversaire de l'Indépendance - 9 avril (Anniversaire des Martyrs - 1er mai (Fête du Travail) - 1er juin (Fête nationale) - 25 juillet (Fête de la République) - 3 août (Anniversaire de Monsieur le Président Bourguiba) |
| 22 janvier 1964  | 64-13    | | - 15 octobre (Fête de l'Évacuation de Bizerte) |
| 30 août 1965     | 65-410   | - Achoura | - 13 août (Journée de la Femme : commémoration du Code du statut personnel) - 3 septembre (Commémoration de la journée du 3 septembre 1934) |
| 31 décembre 1987 | 87-1447  | - 18 janvier (Fête de la Révolution) - 1er juin (Fête de la Victoire) - 3 août (Anniversaire de Monsieur le Président Bourguiba) - 3 septembre (Commémoration de la journée du 3 septembre 1934) | - 21 mars (Fête de la Jeunesse) |
| 6 novembre 1990  | 90-1826  | | - 7 novembre (Commémoration du 7 novembre 1987) |
| 26 mars 2011     | 2011-317 | - 21 mars (Fête de la Jeunesse) - 7 novembre (Commémoration du 7 novembre 1987) | - 14 janvier (Fête de la Révolution et de la Jeunesse) |
| 7 décembre 2021  | 2021-223 | - 14 janvier (Fête de la Révolution et de la Jeunesse) | - 17 décembre (Fête de la Révolution) |

#### Anciens jours fériés
| Date        | Nom français                                    | Nom local          | Commémoration                                                                 | Historique |
| ----------- | ----------------------------------------------- | ------------------ | ----------------------------------------------------------------------------- | ---------- |
| 18 janvier  | Fête de la Révolution                           | عيد الثورة         | Lancement de la guérilla contre les autorités françaises (1952)               | 1961-1987  |
| 1er juin    | Fête de la Victoire                             | عيد النصر          | Retour d'exil du leader Habib Bourguiba (1955)                                | 1961-1987  |
| 3 août      | Anniversaire de Monsieur le Président Bourguiba | عيد الزعيم         | Anniversaire du président Habib Bourguiba (1903)                              | 1961-1987  |
| 3 septembre | Commémoration de la journée du 3 septembre 1934 |                    | Fondation du Néo-Destour à Ksar Hellal (1934)                                 | 1965-1987  |
| 21 mars     | Fête de la Jeunesse                             | عيد الشباب         |                                                                               | 1987-2011  |
| 7 novembre  | Commémoration du 7 novembre 1987                | عيد التحول المبارك | Prise de pouvoir du président Zine el-Abidine Ben Ali (1987)                  | 1990-2011  |
| 14 janvier  | Fête de la Révolution et de la Jeunesse         | عيد الثورة والشباب | Renversement du président Zine el-Abidine Ben Ali durant la révolution (2011) | 2011-2021  |

## Fêtes populaires
- Achoura
- Carnaval d'Aoussou
- Oumouk tangou
- Seoudat Yitro